# Rhynchostele pygmaea
Rhynchostele pygmaea är en orkidéart som först beskrevs av John Lindley, och fick sitt nu gällande namn av Heinrich Gustav Reichenbach. Rhynchostele pygmaea ingår i släktet Rhynchostele och familjen orkidéer. Inga underarter finns listade i Catalogue of Life.